# Muôn năm Tổ quốc chúng ta
Muôn năm Tổ quốc chúng ta (tiếng Nga: Да здравствует наша держава; Da zdravstvuyet nasha derzhava) là bài ái quốc ca được sáng tác bởi Boris Alexandrovich Alexandrov (con trai của nhà soạn nhạc Quốc ca Liên Xô Alexandr Alexandrov 
)vào năm 1943. Nhờ những ấn tượng về sự thất bại của Đức Quốc Xã tại Moskva năm 1941, Boris Alexandrov đã sáng tác phần nhạc vào mùa đông năm 1942. Sau được Alexander Shilov – một nghệ sĩ độc tấu của Đoàn văn nghệ Aleksandrov – viết lời. Năm 1943, ca khúc được gửi đi tham dự cuộc thi sáng tác Quốc ca Liên bang Xô viết.
Ngoài ra, phần nhạc của ca khúc cũng được sử dụng trong Quốc ca Pridnestrovie.

## Lời bài hát
| Tiếng Nga | Chuyển tự | Tiếng Việt |
| --- | --- | --- |
| Да здравствует наша держава, Отчизна великих идей, Страна всенародного права На радость и счастье людей! За это священное право, За жизнь и свободу свою Великая наша держава Врагов побеждала в бою.                                          | Da zdrastvujet naša děržava, Atčizna vělikich iděj. Strana vsěnarodnava prava, Na radast' i ščast'je ljuděj! Za eta svjaščěnnaje prava, Za žizn' i svabodu svaju Vělikaja naša děržava Vragof paběždala v baju!                                     | Muôn năm Tổ quốc của chúng ta, Tổ quốc của những ý tưởng vĩ đại, Đất nước của luật pháp toàn dân Vì niềm vui và hạnh phúc của nhân dân! Vì quyền thiêng liêng này, Vì cuộc sống và sự tự do của mình, Tổ quốc vĩ đại của chúng ta Chiến thắng mọi kẻ thù trong trận chiến!                                                        |
| Припев: Над Москвою чудесной, Над любимой землёй Лейся, радостная песня По нашей стране молодой! Вейся, красное знамя, Символ наших побед! Ты горишь всегда над нами, Как солнца ликующий свет!                                                | Pripev: Nad Maskvoju čuděsnaj, Nad ljubimaj zemljoj Lějsja, radasnaja pěsnja, Pa našej straně maladoj! Vějsja, krasnaje znamja Simval našich paběd! Ty gariš vsěgda nad nami, Kak sonca likujuščij svět!                                            | Điệp khúc: Trên thành phố Moskva tuyệt vời, Trên mảnh đất thân yêu, Cất lên lời ca hân hoan Vì đất nước trẻ của chúng ta! Phất lên lá cờ đỏ tươi Biểu tượng chiến thắng của chúng ta! Người tỏa sáng mãi mãi cùng chúng ta Giống như tia sáng vui sướng của mặt trời!                                                             |
| По ленинским мудрым заветам Нас партия к счастью ведёт. И сталинской думой согреты Страна и советский народ. Несметны республик богатства, И сил богатырских не счесть В стране всенародного братства, Где труд - это доблесть и честь. Припев | Pa Lěninskim mudrym zavětam, Nas Partija k sčast'ju vědjot. I Stalinskaj dumaj sagrety Strana i Savětskij narod! Něsmětny rěspublik bagatstva, I sil bagatyrskich ně sčěst' V straně vsenarodnava bratstva, Gde trud - eta doblest' i čest'! Pripev | Theo quan niệm sáng suốt của Lê-nin Đảng ta dẫn ta đến hạnh phúc! Và bởi tư tưởng của chủ nghĩa Stalin được hâm nóng Đất nước và nhân dân Liên Xô! Sự giàu có của các nước cộng hòa không đếm xuể Và lực lượng của các anh hùng cũng vậy Trong đất nước của tình huynh đệ quốc gia Nơi lao động là dũng cảm và danh dự. Điệp khúc |
| От дальней советской границы До башен старинных Кремля Растут города и станицы, Цветут золотые поля. И с каждым зерном урожая, И с новым ударом станка Все крепнет и крепнет родная, Великая наша страна! Припев                               | At dal'nej savětskaj granicy Da bašen starinnych Kremlja Rastut garada i stanicy, Cvětut zalatyje palja. I s každym zernom uražaja I s novym udaram stanka Vsjo krěpnět i krěpnět radnaja, Vělikaja naša strana! Pripev                             | Từ biên giới Liên Xô xa xôi Đến các tháp cổ điện Kremlin. Làng và thành phố đang phát triển, Và những cánh đồng nở rộ vàng rực cũng vậy. Và với mỗi vụ thu hoạch ngũ cốc Và với một chiếc máy nổi bật mới Cả nước đang ngày càng phát triển và lớn mạnh hơn, Đất nước tuyệt vời của chúng ta! Điệp khúc                           |